# 哈迪灣
62°31′08″S 59°35′34″W / 62.51889°S 59.59278°W

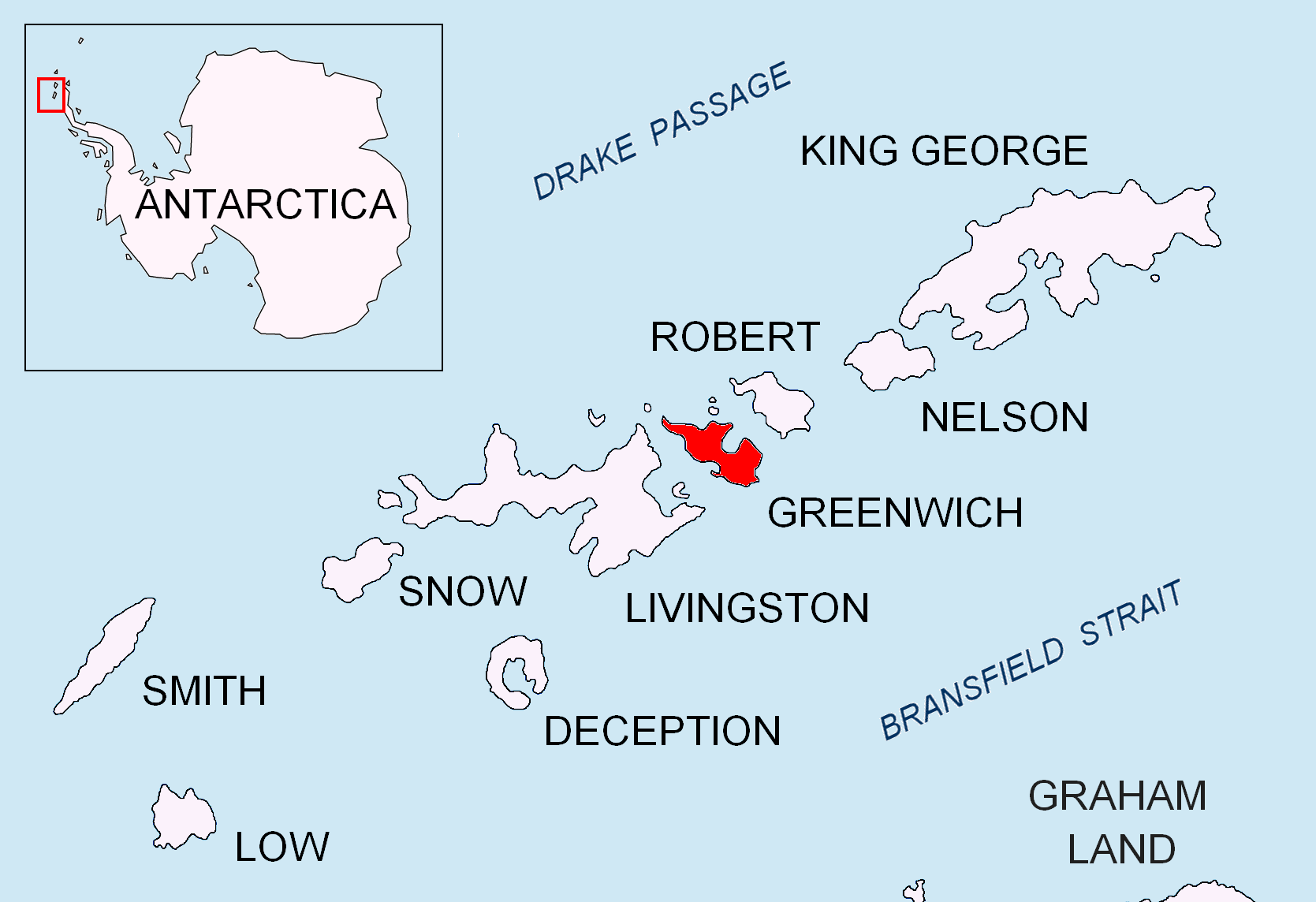

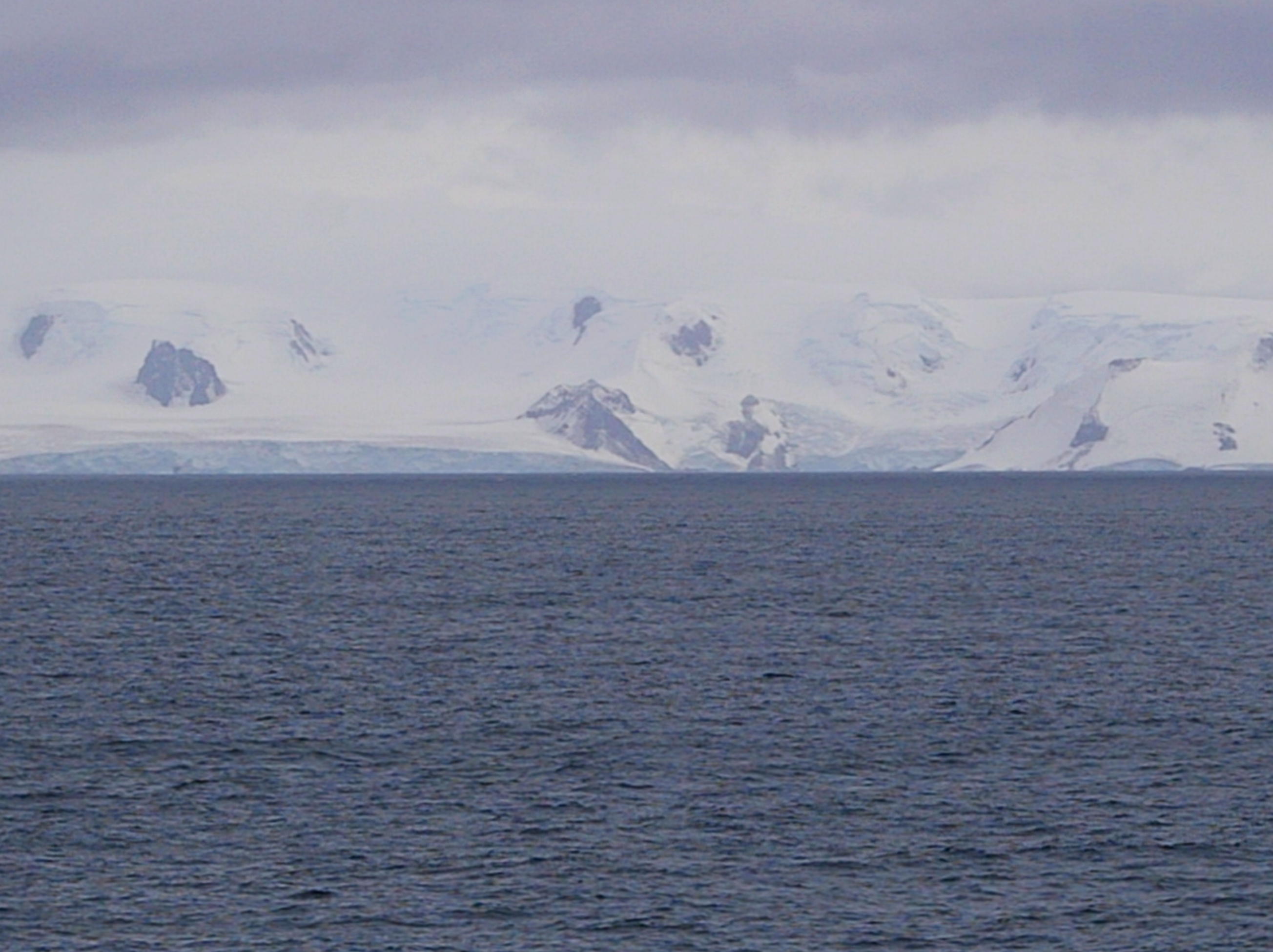

哈迪灣是南極洲的海灣，位於南設得蘭群島的格林尼治島東岸，處於聖克魯斯角西南面2.89公里和福特角西北面2.84公里，北面是帕切維奇嶺，南面是伊拉里昂嶺，長1.37公里、寬0.95公里。

## 外部連結
- SCAR Composite Antarctic Gazetteer（页面存档备份，存于）.